# Giới hạn Tolman-Oppenheimer-Volkoff
Còn được biết là giới hạn Landau-Oppenheimer-Volkoff (giới hạn LOV), giới hạn Tolman-Oppenheimer-Volkoff (hay giới hạn TOV) là một giới hạn trên của khối lượng sao được cấu thành từ vật chất neutron suy thoái (như sao neutron). Giới hạn TOV giống với giới hạn Chandrasekhar của sao lùn trắng. Nó xấp xỉ gấp 1.5 đến 3 lần khối lượng Mặt Trời, tương ứng với khối lượng sao gốc gấp 15 đến 20 lần khối lượng mặt trời.

## Ứng dụng
Với sao neutron có khối lượng thấp hơn mức giới hạn, khối lượng của ngôi sao được cân bằng bởi tương tác neutron-neutron đối trung gian tầm ngắn bởi lực tương tác mạnh và cũng bởi áp suất lượng tử suy giảm, ngăn sự suy sụp. Nếu khối lượng nó cao hơn mức giới hạn, ngôi sao sẽ suy sụp và trở nên đặc hơn. Nó có thể tạo thành lỗ đen, hoặc thay đổi thành phần và được hỗ trợ nhờ cách khác (ví dụ như bởi áp suất quark suy thoái nếu nó thành sao quark). Vì đặc tính của giả thuyết, nhiều thể lạ của vật chất suy thoái còn ít hơn vật chất neutron suy thoái, mà hầu hết các nhà vật lý thiên văn giả định, không có bằng chứng cho sự đối nghịch, đó là một sao neutron nằm trên mức giới hạn suy sụp trực tiếp thành một lỗ đen.
Một hố đen được hình thành bởi sự suy sụp của một sao riêng biệt mà phải có khối lượng vượt mức giới hạn Tolman-Oppenheimer-Volkoff. Thuyết dự đoán rằng vì sự mất khối lượng trong quá trình tiến hóa sao, hố đen cấu thành từ 1 sao riêng biệt của sao kim loại có thể có khối lượng không quá gấp 10 lần khối lượng Mặt Trời. Qua quan sát, bởi vì khối lượng lớn, liên quan đến sự suy giảm, và quang phổ X, một lượng lớn vật thể trong hệ nhị phân X cho rằng sẽ thành hố đen khối lượng sao. Những hố đen này được nhận định là gấp từ 3 đến 20 lần khối lượng Mặt Trời.